# Cascades de les 25 fonts
Les cascades de les 25 fonts (en portuguès, Cascata das Vinte e Cinco Fontes) són unes cascades que es troben a Rabaçal, Paul da Serra, illa de Madeira, Portugal.
L'aigua d'aquestes cascades cau des d'una altura de 30 metres, formant un conjunt variat de cascades que descendeixen per les roques folrades de petites plantes i líquens, per desembocar en un estany i després l'aigua flueixi per la Levada de les 25 fonts.
Està rodejat del bosc de llorer primigeni de l'illa de Madeira, característic de la Macaronèsia. El bosc d'aquest indret està poblat per grans llorers i brucs de dimensions apreciables.